# Bad Mergentheim (Landschaftsschutzgebiet)
Das Gebiet Bad Mergentheim ist ein knapp 4000 ha großes Landschaftsschutzgebiet im Gebiet der Stadt Bad Mergentheim im Main-Tauber-Kreis in Baden-Württemberg. Es wurde mit Verordnung vom 13. April 1982 ausgewiesen (LSG-Nummer 1.28.008).

## Geschichte
Ursprünglich umfasste das Landschaftsschutzgebiet 4114 Hektar. Durch Verordnungen des Regierungspräsidiums Stuttgart und die Ausweisung neuer Naturschutzgebiete verringerte sich die Fläche mehrfach:
- Durch Verordnung vom 14. Oktober 1982 (Naturschutzgebiet Birkenberg) verringerte sich die Fläche um 21 ha.
- Durch Verordnung vom 20. Januar 1984 (Naturschutzgebiet Kleines Knöckle) und Verordnung vom 31. Oktober 1984 (Naturschutzgebiet Neuhaus) verringerte sich die Fläche um 22 ha.
- Durch Verordnung vom 7. September 1992 (Änderung) verringerte sich die Fläche um 5 ha.
- Durch Verordnung vom 16. November 1998 (2. Änderung) verringerte sich die Fläche um 44 ha.

## Schutzzweck
Wesentlicher Schutzzweck die Sicherung ökologisch hochwertiger Gebiete – insbesondere der Täler – sowie die Erhaltung des charakteristischen Landschaftsbildes als wertvolle Grünbereiche und Erholungsflächen der Allgemeinheit.